# Уллахпара (подокруг)
Уллахпара (бенг. উল্লাপাড়া, англ. Ullahpara) — подокруг на севере Бангладеш. Входит в состав округа Сираджгандж. Образован в 1875 году. Административный центр — город Уллахпара. Площадь подокруга — 414,43 км². По данным переписи 1991 года численность населения подокруга составляла 399 074 человека. Плотность населения равнялась 963 чел. на 1 км². Уровень грамотности населения составлял 32,22 %. Религиозный состав: мусульмане — 93,87 %, индуисты — 6,10 %, христиане — 0,01 %, прочие — 0,02 %.